# 羅伯特·威廉·約翰斯通
羅伯特·威廉·約翰斯通（英語：Robert William Johnstone，1879年8月11日—1969年11月27日）是一名蘇格蘭婦產科醫生。他曾在愛丁堡大學擔任助產和婦科教授約20年。他是英國皇家婦產科學院的創始院士，隨後擔任副院長。1943年至1945年，他擔任愛丁堡皇家外科學院院長。

## 早年生活和教育
約翰斯通於1879年出生於愛丁堡紐因頓，是威廉·約翰斯通（Rev William Johnstone DD）和妻子珍妮特·布羅康（Janet Brocon）的兒子。他的父親是愛丁堡聯合長老教會學院的神學教授。約翰斯通在愛丁堡喬治·沃森學院接受教育後，進入愛丁堡大學文學院就讀，1900年獲得文學碩士學位，三年後進入醫學院學習，並以優異成績獲得內外全科醫學士學位。

## 職業生涯
在愛丁堡擔任住院醫師後，約翰斯通決定從事產科工作，最初在根治性子宮切除術的先驅恩斯特·威特海姆的維也納診所工作。後來，他搬到布拉格，在馮·弗朗克（von Franque）和馮·雅克舍（von Jaksche）的診所裡進行研究和學習，他的研究成果成為論文的基礎。1906年，他以優異成績獲得醫學博士學位。同年，他獲選為英國皇家內科醫師學會會士和FRCSEd院士。他成為婦產科教授約翰·哈利戴·克魯姆爵士的助手，並被任命為大學系講師。
第一次世界大戰期間，他在愛丁堡皇家維多利亞醫院擔任醫務官。加入皇家陸軍軍醫隊後，他在法國第三總醫院擔任外科專家。被召回倫敦後，他先後擔任陸軍部副專員（醫療服務）和國民服務部專員。戰後，他在愛丁堡皇家學院醫學院擔任講師。1920年，他開始在愛丁堡皇家婦產科醫院工作，1922年成為愛丁堡皇家醫院的助理婦科醫生。
1926年至1946年，他接替班傑明·菲利普·華生擔任愛丁堡大學助產和婦科教授。他的繼任者是羅伯特·詹姆斯·凱勒（Robert James Kellar）。他對文學的主要貢獻是1913年首次出版的《學生和從業人員助產教科書》，到他去世時，這本書已經出版 21版。他為蘇格蘭產科醫生威廉·斯梅利撰寫的傳記於1952年出版。
他於1946年退休，1969年在愛丁堡去世。

## 榮譽
1920 年，他被授予大英帝國司令勳章。1936年至1939年，他擔任英國皇家婦產科學院副院長。1943年至1945年，他擔任愛丁堡皇家外科學院院長。1937年，他獲選為愛斯庫拉比亞俱樂部成員，1955年至1958年擔任榮譽秘書。1948年，他擔任愛丁堡哈維協會主席。1950年，他被愛丁堡大學授予榮譽法學博士學位。他曾擔任蘇格蘭中央助產士委員會主席多年。

## 外部連結
- Robert William Johnstone (1879–1969) | Art UK （页面存档备份，存于）